# Balogh Erzsi
Balogh Erzsi (Budapest, 1922. február 26. – 2008. május 9.) magyar színésznő, komika.

## Élete
Makay Margit színiiskolájában végezte színészi tanulmányait. 1944-ben a Vígszínház tagja volt. 1945-től több budapesti színházban játszott (Arizona Irodalmi Varieté; Magyar Színház; Művész Színház; Fővárosi Operettszínház; Magyar Rádió társulata). 1950-ben a Kamara Varieté, 1952-től a Vidám Színpad tagja volt. Számos színdarabban volt látható, például 1957-ben az Osztályon felüli kabaré című nagy sikerű előadásban.
A Magyar Rádió A Szabó család című sorozatában végig – 1959-től 2007-ig – Irént alakította. Kolléganőivel, a Vidám Színpad művésznőivel, Madaras Vilmával és Járai Katival együtt alkották a Ricsaj-triót, mellyel blüetteket, zenés egyvelegeket adtak elő a hatvanas években, a korszak népszerű éjszakai szórakozóhelyein is. 1967-ben és 1969-ben a Torontói Művész Színháznál vendégeskedett férjével, Kazal Lászlóval együtt. Közös gyermekük nem született.
Férje halála után színészotthonban lakott és 2008-ban hunyt el 86 éves korában. 2008. június 9-én helyezték örök nyugalomra a Farkasréti temetőben.
A Színházi adattárban regisztrált bemutatóinak száma: 86; ugyanitt öt színházi felvételen is látható.

## Fontosabb színházi szerepei
- Arisztophanész: A nők összeesküvése... A lány
- Fjodor Mihajlovics Dosztojevszkij - Láng György: Két férfi az ágy alatt... Marja Fjodorovna
- Bertolt Brecht - Dorothy Lane: Happy end... Miss Mary
- William Saroyan: Így múlik el az életünk... Elsie
- Claude Magnier: Oscar... Barnier-né
- J. B. Priestley: Ismeretlen város... Philippa Loxfield
- Szilágyi László - Eisemann Mihály: Én és a kisöcsém... Piri
- Békeffi István - Eisemann Mihály:Egy csók és más semmi... Robicsekné
- Nagy Endre: A miniszterelnök... Benke Dániel felesége
- Kállai István - G. Dénes György:  Majd a papa... Éva, Görög felesége
- Eugène Scribe: Egy pohár víz... Udvarhölgy
- Vajda Albert - Kovács Dénes - Szenes Iván: Torkig vagyok a szerelemmel... Mária
- Tóth Miklós: Párizsban szép a nyár... Vanda Karlovszky, lengyel filmszínésznő
- Fejér István - Csizmarek Mátyás: Bukfenc... A feleség
- Bencsik Imre: Egy fiúnak négy mamája... Mrs. Hajagos
- Bárány Tamás: Több órás napsütés... Tücsi
- Bárány Tamás: A szülő is ember... Keresztmama
- Kolozsvári Grandpierre Emil: A kalózkisasszony... Hedvig
- 120 éven aluliaknak (kabaré)... szereplő
- A helyzet a következő... (kabaré)... szereplő
- Álom az államban (kabaré)... szereplő
- Ez is csak nálunk lehet (kabaré)... szereplő
- És mi ebből a tanulság? (kabaré)... szereplő
- Észnél legyünk! (kabaré)... szereplő
- Fogad 3-tól 5-ig (kabaré)... szereplő
- Hogy volt! (kabaré)... szereplő
- Hol szorít a cipő? (kabaré)... szereplő
- Ki van odafenn? (kabaré)... szereplő
- Kicsi vagy kocsi? (kabaré)... szereplő
- Klasszikus magyar (kabaré)... szereplő
- Lassan a Pesttel! (kabaré)... szereplő
- Lehet beszállni (kabaré)... szereplő
- lehetünk őszínték? (kabaré)... szereplő
- Már egyszer tetszett (kabaré)... szereplő
- Mesebeszéd (kabaré)... szereplő
- Mi a panasza? (kabaré)... szereplő
- Mi van a függöny mögött? (kabaré)... szereplő
- Micsoda emberek vannak! (kabaré)... szereplő
- Mindent egy helyen (kabaré)... szereplő
- Nehéz a választás (kabaré)... szereplő
- Nem a tükör görbe (kabaré)... szereplő
- Nem félünk a tv-től (kabaré)... szereplő
- Nem politizálunk (kabaré)... szereplő
- Nemcsak űr ügy (kabaré)... szereplő
- Nyugalom, a helyzet változatlan! (kabaré)... szereplő
- Osztályonfelüli kabaré... szereplő
- Pest az Pest (kabaré)... szereplő
- Pesti tüskék (kabaré)... szereplő
- Pestről jelentik (kabaré)... szereplő
- Színe-java (kabaré)... szereplő
- Tavaszi ügyek (kabaré)... szereplő
- Tessék hozzászólni! (kabaré összeállítás)... szereplő
- Télitalálat (kabaré összeállítás)... szereplő
- Több nyelven beszélünk (kabaré)... szereplő
- Utazás a viták körül (kabaré összeállítás)... szereplő
- Vigyázat, utánozzák! (kabaré összeállítás)... szereplő
- Vidám kínpad (kabaré összeállítás)... szereplő
- Vannak még hibák (kabaré)... szereplő

## Filmjei
- Tűz – 1948
- Madách: Egy ember tragédiája – 1949
- Semmelweis – 1952